# Новокалмашево
Новокалма́шево (рос. Новокалмашево, башк. Яңы Ҡалмаш) — село у складі Чекмагушівського району Башкортостану, Росія. Входить до складу Башировської сільської ради.
Населення — 143 особи (2010; 168 у 2002).
Національний склад:
- башкири — 56 %
- татари — 42 %